# Сервестанский дворец

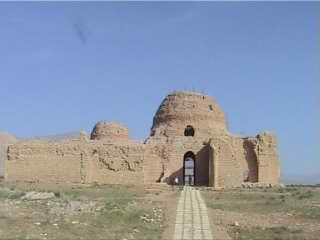
Современное состояние

Сервестанский дворец (перс. کاخ ساسانی سروستان‎) — архитектурный памятник эпохи Сасанидов к востоку от города Сервестан в иранском остане Фарс. Построен в V веке в правление шахиншаха Бахрама V.
Относительно предназначения постройки, отчасти напоминающей Фирузабадский дворец, высказывались различные предположения — дворец наместника, место охотничьих пиров, зороастрийский храм. К северу от дворца в древности высилось ещё одно здание меньшего размера. Здание в плане прямоугольное (36,4 x 41,75 м.), помещения расположены асимметрично, внутренний дворик образуют четыре айвана.
Дворец был поставлен на государственную охрану в 1956 году, однако малопрофессиональные попытки реставрации не способствовали улучшению его состояния.